# Hanzel und Gretyl
Hanzel Und Gretyl – zespół wykonujący industrialny rock, metal czy też coldwave. W skład wchodzą Kaizer Von Loopy oraz Vas Kallas. Stworzyli zespół w 1993, w Nowym Jorku zafascynowani wizją przyszłości, w której władzę nad światem sprawują maszyny. Hanzel Und Gretyl jest często mylnie uważany za niemiecki zespół ze względu na użycie języka niemieckiego w swoich tekstach.
W 1994 roku w małej wytwórni Energy Records, której siedziba mieści się w Nowym Jorku nagrali swoje pierwsze demo "Kindermuzik". Pierwszy long-play nagrali i wydali w 1995. "Ausgeflippt" otrzymał wiele dobrych recenzji. Nie tracąc czasu HuG wydaje w 1997 swój kolejny album, "Transmissions From Uranus", który również został dobrze przyjęty i dał zespołowi jeszcze więcej pozytywnych recenzji.
W 1998 wytwórnia Energy Records zbankrutowała jednak Hanzel Und Gretyl kontynuował promocję swojej płyty. Zespół uwolnił się od poprzedniego kontraktu dopiero w 2002 i w tym samym roku podpisał kontrakt z Metropolis Records. Zgodnie z oczekiwaniami, HuG natychmiast zaczął nagrywać trzeci album, "Über Alles", który został wydany w 2003. Zaraz po tym, zespół wyjechał koncertować na kilka miesięcy lecz krótko po trasie wrócił do studia nagrywać dalej.
We wrześniu 2004 HuG wydał swój czwarty long-play zatytułowany "Scheissmessiah". w 2006 został wydany "Oktotenfest 2006". Jest to singiel, będący zapowiedzią piątego albumu planowanego na rok 2007. Po jego wydaniu zespół wyjechał na trasę koncertową promując "Scheissmessiah" oraz "Oktotenfest 2006".
Dwa pierwsze wydania czyli "Ausgeflippt" oraz "Transmissions From Uranus" są techno-industrialnymi albumami nie skupionymi na ciężkim brzmieniu gitar. Teksty piosenek są głównie napisane w języku angielskim choć niekiedy można usłyszeć język niemiecki.
W dwóch następnych long-playach, "Über Alles" i "Scheissmessiah", można już dostrzec agresywny industrialny metal. Obydwie produkcje są skoncentrowane głównie na szybkim rytmicznym tempie gitar Loopy'ego i syntetycznej perkusji. Tutaj już językiem przeważającym jest niemiecki często przemieszany z angielskim.
Hanzel Und Gretyl z początku występowali w duecie. Po rewolucyjnym albumie "Über Alles" Joe Osterman zaczął być odpowiedzialny za perkusję (dotychczas wszelkie instrumenty perkusyjne na koncertach były automatyczne i odgrywane z syntezatorów). Ta zamiana miejsc oznaczała, że Loopy i Vas Kallas mogli wspólnie grać na gitarach. Charakterystyczną cechą Loopy'ego jest jego czapka i okulary.

## Skład zespołu
- Kaiser Von Loopy – śpiew, gitara elektryczna, programowanie
- Vas Kallas – śpiew, gitara elektryczna, programowanie
- Jon Osterman – perkusja

## Dyskografia
- Kindermuzik, Niezależne wydanie, 1994
- Ausgeflippt, Energy Records, 1995
- Transmissions From Uranus, Energy Records, 1997
- Über Alles, Metropolis Records, 2003
- Scheissmessiah!, Metropolis Records, 2004
- Oktötenfest 2006, Metropolis Records, 2006